# Погром в Кракове
Погро́м в Кра́кове (пол. Pogrom krakowski, ивр. פוגרום קרקוב‎) — погром евреев в польском городе Краков 11 августа 1945 года.
Считается, что погром вызвали сплетни о том, что евреи похищают католических детей для ритуальных убийств. Подобные сплетни стали причинами и других погромов в истории Польши, в том числе и в Кельце в 1946 году. Поляки ограбили несколько еврейских магазинов и мастерских, повредили синагогу, избили неизвестное количество евреев. Определить точное количество погибших не представляется возможным.

## Ход событий
11 августа 1945 года толпа ворвалась в синагогу Купа по адресу улица Медовая, 27 в районе Казимеж в Кракове во время субботней молитвы. Находящиеся там там евреи были избиты, а синагога была разрушена и подожжена.
Комиссар госбезопасности Николай Селивановский описывал эти события так:.
В Кракове 11 августа толпа поддалась панике после того, как неизвестный человек распространил слух о якобы совершённом в местной синагоге ритуальном убийстве польских детей и передаче их крови Красной Армии. Это спровоцировало вспышку насилия. После задержания евреев, обвинённых в этом вымышленном преступлении, милицией и людьми в польской форме, начался масштабный погром. На Медовой улице собралась толпа численностью около тысячи человек. В беспорядках принимали участие сотрудники милиции, в том числе из 2-го комиссариата Кракова, а также солдаты Польского войска, железнодорожная охрана и представители польской молодёжной физкультурной организации. Они задерживали евреев, избивали их и грабили. Например, группа вооружённых и гражданских лиц напала на еврейский дом на улице Перемышльской, избила и ограбила семьи. В другом случае, на улице Эстера, милиционеры и гражданские лица ворвались в квартиру еврейки Кляйнер, избили её, её дочь и нескольких гостей, после чего ограбили всех присутствующих.
В результате погрома была убита 55-летняя еврейка по фамилии Бергер, пятеро получили тяжёлые ранения, ещё несколько человек — лёгкие. Некоторые евреи пропали без вести. Синагога Купа была полностью разрушена. Погром был остановлен тем же вечером силами польской армии, включая части внутренних войск. Советские военные участия в подавлении не принимали.

## Количество погибших
После погрома информационное агентство Польпресс заявило, что в нём погиб один человек и пятеро были тяжело избиты. Анна Цихопек, издавшая книгу в Историческом Еврейском Институте, на основе фотографии похорон евреев, где видны 5 гробов, пишет о пятерых погибших. Тем не менее, по словам Цихопек, документы указывают на гибель только одной женщины. Юлиан Квек на основе документов, также изданных в этом Институте, утверждает, что была только одна жертва.

## Расследование
В ходе расследования было задержано 145 человек, из них 40 милиционеров, шесть солдат Польского войска и 90 гражданских лиц.
Выяснилось, что погром стал следствием провокации. Подросток, бросавший камни в синагогу, показал на допросе, что ему предложили это сделать за деньги, а затем бежать и кричать, что евреи хотят его убить. Трое поляков в военной форме задержали в синагоге четырёх евреев и привели их в 1-й комиссариат милиции к дежурному милиционеру Шевчику. Там они назвались военнослужащими Краковского военного округа Василевским Яном, Перек Тадеушем и Гацек Романом. При этом они дали показания дежурному милиционеру, что были очевидцами, как доставленные ими четыре еврея убивали польских детей в синагоге. В дальнейшем выяснилось, что таких военнослужащих в округе нет. После показаний об убийствах детей некоторые польские милиционеры стали арестовывать и избивать евреев, что дополнительно спровоцировало толпу погромщиков. Личности зачинщиков и провокаторов погрома не были установлены.
Журналист и обозреватель «КоммерсантЪ» Евгений Жирнов высказал предположение, что погром мог быть спровоцирован органами НКВД для дискредитации польского антикоммунистического подполья.
Во время Второй мировой войны поляки совершили военные преступления против своих соседей-евреев как минимум в 24 районах страны. К такому выводу пришла правительственная комиссия, расследовавшая события в Польше, относящиеся к началу Второй мировой войны.